# Tâncăbești, Ilfov
Tâncăbești este un sat în comuna Snagov din județul Ilfov, Muntenia, România. Se află pe malul nordic al lacului Snagov. Aici a fost ucis, pe data de 30 noiembrie 1938, conducătorul Gărzii de Fier din România, Corneliu Zelea Codreanu.

## Monumente istorice
Biserica cu hramul „Sfinții Împărați Constantin și mama sa Elena“, datată sec XIX și Monumentul Eroilor figurează pe lista monumentelor istorice.